# Manuel Baquedano

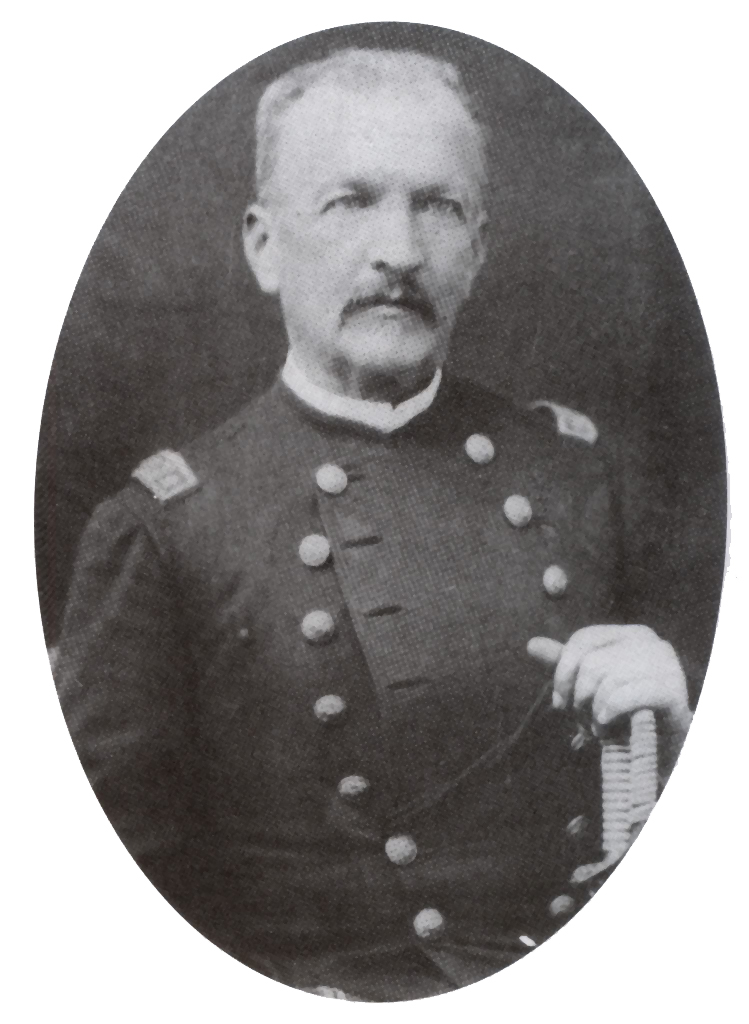
Manuel Baquedano González

Manuel Jesús Baquedano González (* 1. Januar 1823, Santiago; † 30. September 1897) war der Chef des chilenischen Heeres (Capitán General) im Salpeterkrieg (1879–1883) und für drei Tage Präsident Chiles.

## Leben

### Frühe militärische Laufbahn
Baquedano verließ bereits mit zwölf Jahren sein Elternhaus, um zur chilenischen Armee zu gehen. Deren Truppen waren gerade auf dem Weg in den Peruanisch-Bolivianischen Konföderationskrieg (1836–1839). Er nahm mit General Manuel Bulnes Prieto an der Schlacht von Yungay vom 20. Januar 1839  teil, dabei wurde die Streitkräfte Boliviens unter Andrés de Santa Cruz geschlagen. Baquedano wurde zum Leutnant befördert.
1851 kämpfte er wieder mit Manuel Bulnes Prieto in der Schlacht von Loncomilla gegen rebellierende Einheiten. Nach der Schlacht bat er Prieto, seinen Vater Fernando Baquedano González zu besuchen. Dieser hatte auf der Gegenseite als Chef der Rebellenarmee gekämpft und war dabei verletzt worden.
Er war auch am Arauco-Krieg beteiligt und kämpfte in Südchile gegen die indigene Volksgruppe der Mapuche. 1876 wurde er zum Brigadegeneral ernannt.

### Salpeterkrieg
Baquedano plante den Angriff auf die Stadt Los Ángeles, was ihm die Anerkennung des chilenischen Kriegsministers Rafael Sotomayor Baeza einbrachte. Dabei kam es zu starken Konflikten mit dem Heereschef Erasmo Escala Arriagada. Arriagada trat schließlich zurück und Rafael Sotomayor Baeza ernannte Baquedano zum Heereschef. Baquedano gelang es, wieder Disziplin in das chilenische Heer zu bringen.
Trotz des Sieges bei Los Ángeles waren die nachfolgenden Kriegsplanungen mit der Taktik von Frontalangriffen nicht so erfolgreich. Es kam zu Konflikten mit dem Verteidigungsminister Jose Francisco Vergara Echevers. Dieser war eigentlich ein Zivilist, aber wohl ein besserer Stratege als Baquedano.
Trotz seiner strategischen Schwächen konnte er schnelle taktische Entscheidungen treffen. So verlor er nicht mehr jede Schlacht, aber die Anzahl der Verletzten war deutlich höher. Er gewann die Schlacht bei Tacna (1880) und führte er die Kampagne gegen Lima (1881). Nach den Schlachten von San Juan und Miraflores konnten Teile Peru unter chilenische Kontrolle gebracht werden.

### Nach dem Salpeterkrieg
Nach den Siegesfeiern in Lima gab er seine Militärkarriere auf und kandidierte als Präsidentschaftskandidat gegen Aníbal Pinto Garmendia, verlor die Wahl aber. Von 1882 bis 1894 war er Senator.
Im Bürgerkrieg von 1891 übergab Präsident José Manuel Balmaceda die Macht an Baquedano. Balmaceda hatte seine Truppen in der Schlacht von Placilla praktisch aufgerieben. Die Militärjunta unter Baquedano regierte allerdings nur drei Tage (29.–31. August 1891). Balmaceda beging kurz darauf Selbstmord. 